# Туризм в Новой Каледонии
Туризм в Новой Каледонии — важная отрасль экономики заморского сообщества Франции, обеспечивающая около 8% ВВП (по данным на 2022 год). Развитие сектора связано с уникальными природными ресурсами: второй по величине в мире коралловый риф, биосферный заповедник ЮНЕСКО и эндемичные экосистемы.

## Исторический контекст
В 1950-1960 годы туризм не играл значительной роли — экономика зависела от добычи никеля (25% мировых запасов). Ситуация изменилась после кризиса 1970-х, вызванного:
- Падением цен на никель после войн во Вьетнаме и Корее;
- Необходимостью диверсификации экономики.

## Этапы развития туризма

#### 1970-1980-е годы
- 1970-е: Запуск маркетинговых кампаний под лозунгом «Тихоокеанский Париж». Число туристов выросло с 5 тыс. (1970) до 20 тыс. (1975), преимущественно из Австралии.
- 1979: Открытие первого курорта Club Med на острове Лифу.
- 1980-е: Переориентация на японский рынок из-за роста благосостояния в Азии.

#### Современный период (2000-2020-е)
- 2008: Включение лагун Новой Каледонии в список Всемирного наследия ЮНЕСКО.
- 2019: Рекордные 200 тыс. туристов (до пандемии COVID-19).
- 2023: Восстановление потока до 150 тыс. посетителей, 45% — из Франции и Европы.

## Основные направления
1. Экотуризм
  - Национальный парк Гранд Суд (9 тыс. км² тропических лесов).
  - Заповедник Кусто с популяцией дюгоней.
2. Культурный туризм
  - Музей Новой Каледонии в Нумеа (экспозиция о культуре канаков).
  - Фестиваль Avèk Vanuatu (традиционные танцы Меланезии).
3. Люкс-туризм
  - Курорт Le Méridien Île des Pins с виллами над лагуной.
  - Яхтенный порт Port Moselle в Нумеа.

## Инфраструктура
- Аэропорты: Международный аэропорт Ла-Тонтута (рейсы в Токио, Сидней, Париж).
- Круизы: 50 тыс. пассажиров в сезон (маршруты P&O Cruises).
- Отели: 95% объектов сосредоточены в Нумеа и на острове Лифу.